# Giant Dipper (Belmont Park)
Giant Dipper (auch bekannt als Mission Beach Roller Coaster) in Belmont Park (San Diego, Kalifornien, USA) ist eine Holzachterbahn, die am 4. Juli 1925 eröffnet wurde. Zweimal war die Bahn für längere Zeiten geschlossen: das erste Mal vom 2. Februar 1955 bis 1956, das zweite Mal vom Dezember 1976 bis zum 10. August 1990. Außerdem wurde sie mehrfach umbenannt. Sie wurde ursprünglich als Giant Dipper eröffnet, fuhr von 1950ern bis zum Juli 1976 als Roller Coaster und vom Juli 1976 bis Dezember 1976 als Earthquake.
Die 792,5 m lange Strecke erreicht eine Höhe von 22,3 m. Die Züge von Giant Dipper besitzen jeweils sechs Wagen und sind von D. H. Morgan Manufacturing hergestellt. In jedem Wagen können vier Personen (zwei Reihen à zwei Personen) Platz nehmen.
Die Achterbahn wurde im Dezember 1978 als Konstruktion in das National Register of Historic Places eingetragen. Im Februar 1987 erhielt sie zusätzlich den Status eines National Historic Landmarks.